# Vardø
Vardøⓘ (samisch: Várggát, kvenisch: Vuorea) ist eine Stadt und eine Kommune im Fylke Finnmark in Norwegen. Sie ist die östlichste Gemeinde Norwegens. Vardø liegt noch östlicher als Istanbul, Sankt Petersburg, Odessa oder Kiew, etwa so östlich wie Kairo.

## Lage und Daten

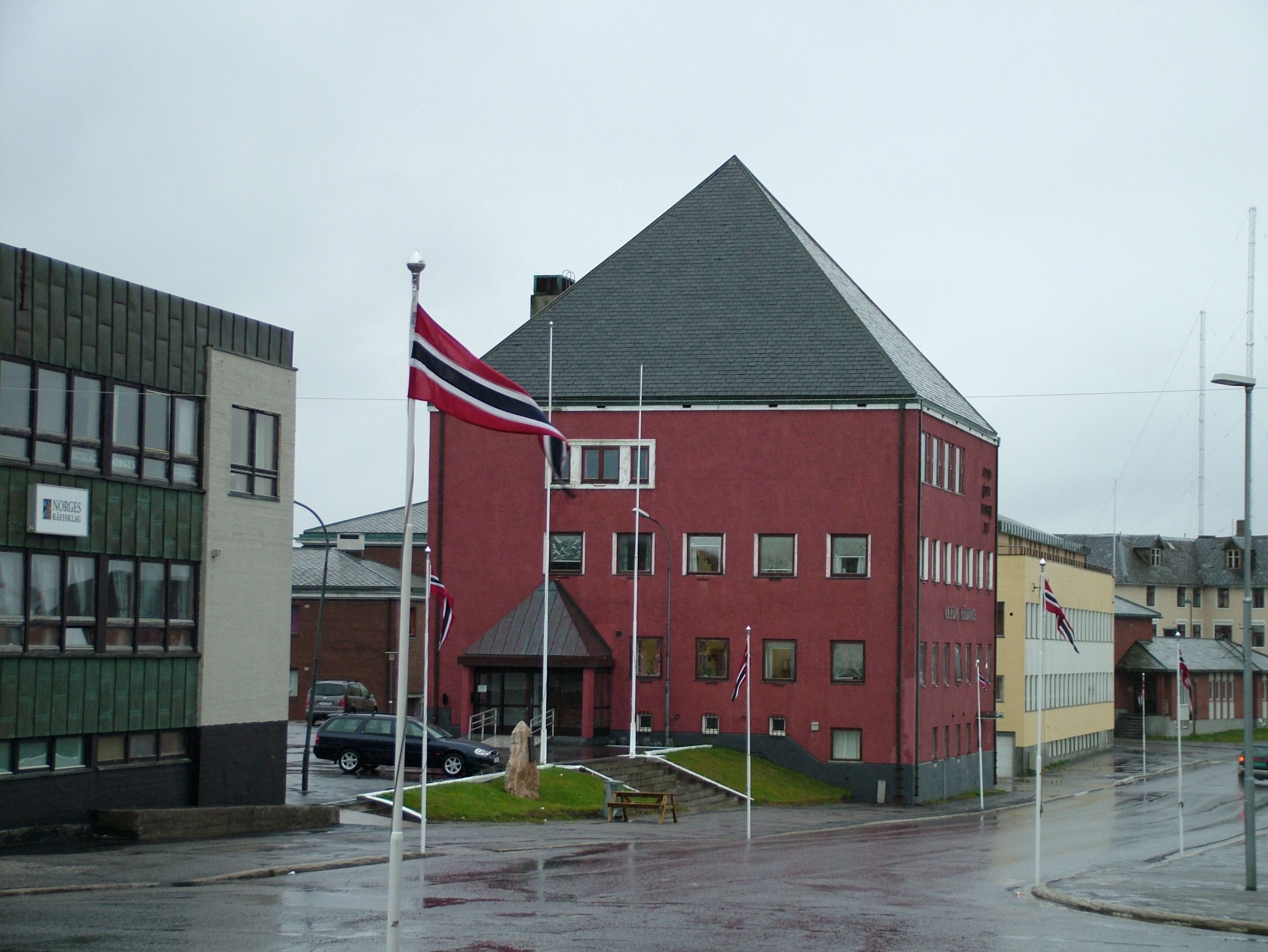
Rathaus

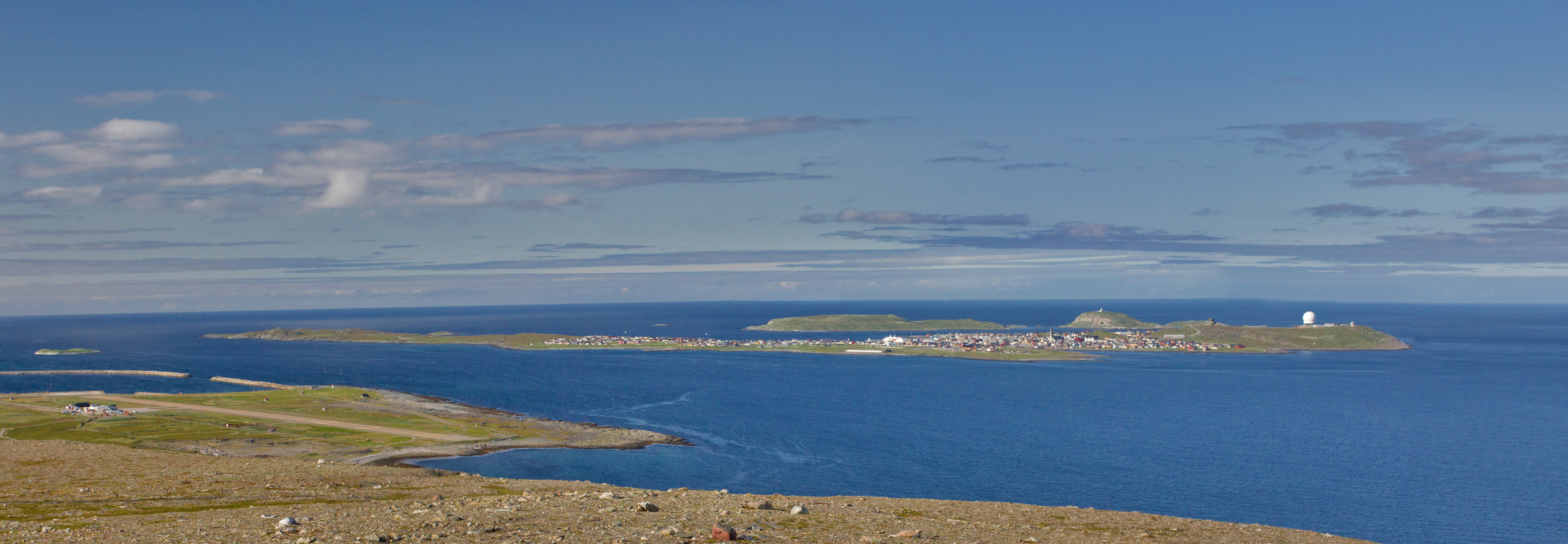
Blick vom Festland auf die Insel

Die Stadt liegt vor der östlichen Polarmeer-Küste Norwegens, etwa 300 Kilometer (Luftlinie) östlich von Hammerfest, und ist damit der östlichste Punkt des Hauptlandes (die zu Spitzbergen gehörende, unbewohnte Insel Kvitøya liegt noch östlicher). Vardø liegt auf der kleinen Insel Vardøya und den vorgelagerten Vogelfelsen der Insel Hornøy an der Barentssee. Die Kommune Vardø erstreckt sich zu einem Teil auch auf dem Festland. Die beiden Teile werden durch den Vardøtunnel verbunden.
Die Gemeinde hat 1982 Einwohner (Stand 1. Januar 2025). Die Haupterwerbszweige sind Fischfang und Fischverarbeitung.

## Geschichte
Archäologische Funde deuten an, dass schon vor etwa 9000 Jahren eine Besiedlung der Gegend stattfand. Die heutige Siedlung wurde im Jahre 1306 gegründet. Vardø sollte als Bollwerk gegen Russland bestehen. 1789 erhielt die Gemeinde Stadtrechte. Es wurde zu dieser Zeit reichlich Handel mit Russland getrieben. Das Ende des Handels kam mit der Russischen Revolution. Im Zweiten Weltkrieg wurde die Stadt vollständig zerstört, wurde aber nach dem Krieg wieder aufgebaut, obwohl es auch Pläne gab, die Stadt auf dem Festland neu aufzubauen.

## Das Globus-II-Radar

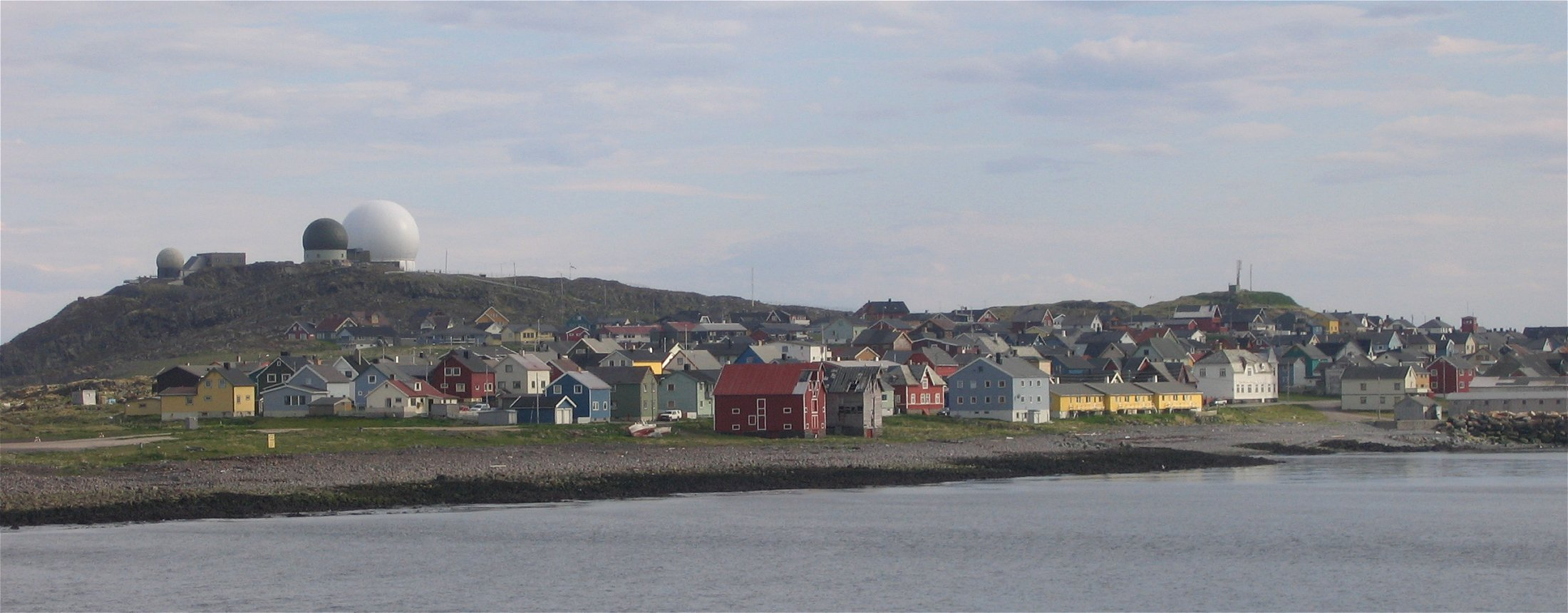
Vardø und die Radarstation

Vardø spielte während des Kalten Krieges eine wichtige Rolle im Frühwarnsystem der NATO. Die Kuppeln der Radargeräte, die das Bild der Gemeinde beherrschen, dienten aber auch zivilen Zwecken.
Seit 1998 befindet sich in Vardø eine Radarstation mit dem Namen Globus II. Offizielle Aufgabe ist die Verfolgung von Weltraummüll. Dieses X-Band-Radar dient allerdings auch für die National Missile Defense der USA. Seit Mitte 2017 wird eine weitere Anlage, Globus III, gebaut; sie soll 2020 fertiggestellt werden. Im Februar 2018 wurde bekannt, dass sie größer ausfallen wird, als bislang bekannt. Einwohner Vardøs kritisierten dies und warfen den zuständigen Behörden in Norwegen und den USA gezielte Fehlinformationen vor. Insgesamt gibt es vier große Radaranlagen in Vardø (Stand: 2022).

## Klima
Die Polarnacht dauert vom 23. November bis zum 21. Januar. Die Sonne sinkt dagegen an 74 Tagen, vom 16. Mai bis zum 29. Juli, nicht unter den Horizont. Die Stadt liegt in der arktischen Klimazone. Die kältesten Monate sind Dezember, Januar, Februar und März, in denen die Temperaturen im Mittel zwischen −3 und −5 °C liegen. Die Mitteltemperatur der wärmsten Monate Juli und August liegt bei etwa 9 °C. Die absoluten Temperaturextreme liegen bei −22 °C und +24 °C. Die Jahressumme des Niederschlags liegt im vieljährigen Mittel bei etwa 570 mm. An durchschnittlich 210 Tagen pro Jahr fällt Niederschlag von mindestens 0,1 mm.
|                       | Jan  | Feb  | Mär  | Apr  | Mai | Jun | Jul  | Aug  | Sep | Okt | Nov  | Dez  |   |      |
| Mittl. Tagesmax. (°C) | −2,1 | −2,7 | −1,5 | 1,2  | 4,8 | 8,7 | 11,5 | 12,0 | 8,6 | 4,3 | 1,4  | −0,8 | ⌀ | 3,8  |
| Mittl. Tagesmin. (°C) | −7,0 | −7,8 | −6,4 | −3,1 | 0,5 | 4,0 | 7,1  | 7,5  | 4,9 | 0,5 | −2,7 | −5,2 | ⌀ | −0,6 |
|                       |      |      |      |      |     |     |      |      |     |     |      |      |   |      |
| Niederschlag (mm)     | 55   | 41   | 34   | 33   | 30  | 42  | 49   | 55   | 54  | 58  | 59   | 53   | Σ | 563  |
|                       |      |      |      |      |     |     |      |      |     |     |      |      |   |      |
| Regentage (d)         | 15   | 12   | 10   | 9    | 8   | 8   | 9    | 10   | 12  | 14  | 13   | 14   | Σ | 134  |
|                       |      |      |      |      |     |     |      |      |     |     |      |      |   |      |
| Luftfeuchtigkeit (%)  | 86   | 88   | 86   | 84   | 83  | 85  | 87   | 86   | 85  | 84  | 85   | 85   | ⌀ | 85,3 |

| −7,0 |

| −7,8 |

| −6,4 |

| −3,1 |

| 0,5 |

| 4,0 |

| 7,1 |

| 7,5 |

| 4,9 |

| 0,5 |

| −2,7 |

| −5,2 |

| −7,0 |

| −7,8 |

| −6,4 |

| −3,1 |

| 0,5 |

| 4,0 |

| 7,1 |

| 7,5 |

| 4,9 |

| 0,5 |

| −2,7 |

| −5,2 |

## Verkehr

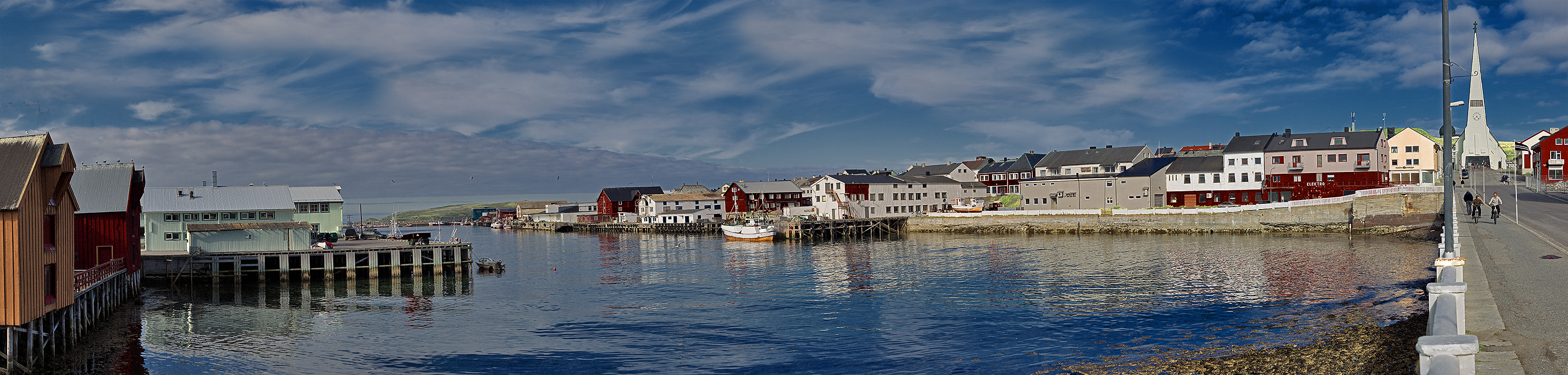
Der Hafen von Vardø

Der Vardøtunnel unter dem Eismeer verbindet die alte Festungsstadt mit dem Festland. Er wurde 1982 als Norwegens erster Unterwassertunnel eröffnet. Er ist 2890 m lang, und sein tiefster Punkt liegt 88 m unter der Wasseroberfläche.
Die Gemeinde ist Anlegestelle der Hurtigruten-Schiffe und Ende der Europastraße 75, die auf der griechischen Insel Kreta beginnt.
Den Flughafen Vardø (IATA-Code:VAW, ICAO-Code:ENSS) nutzen etwa 13.000 Passagiere im Jahr.

## Sehenswürdigkeiten

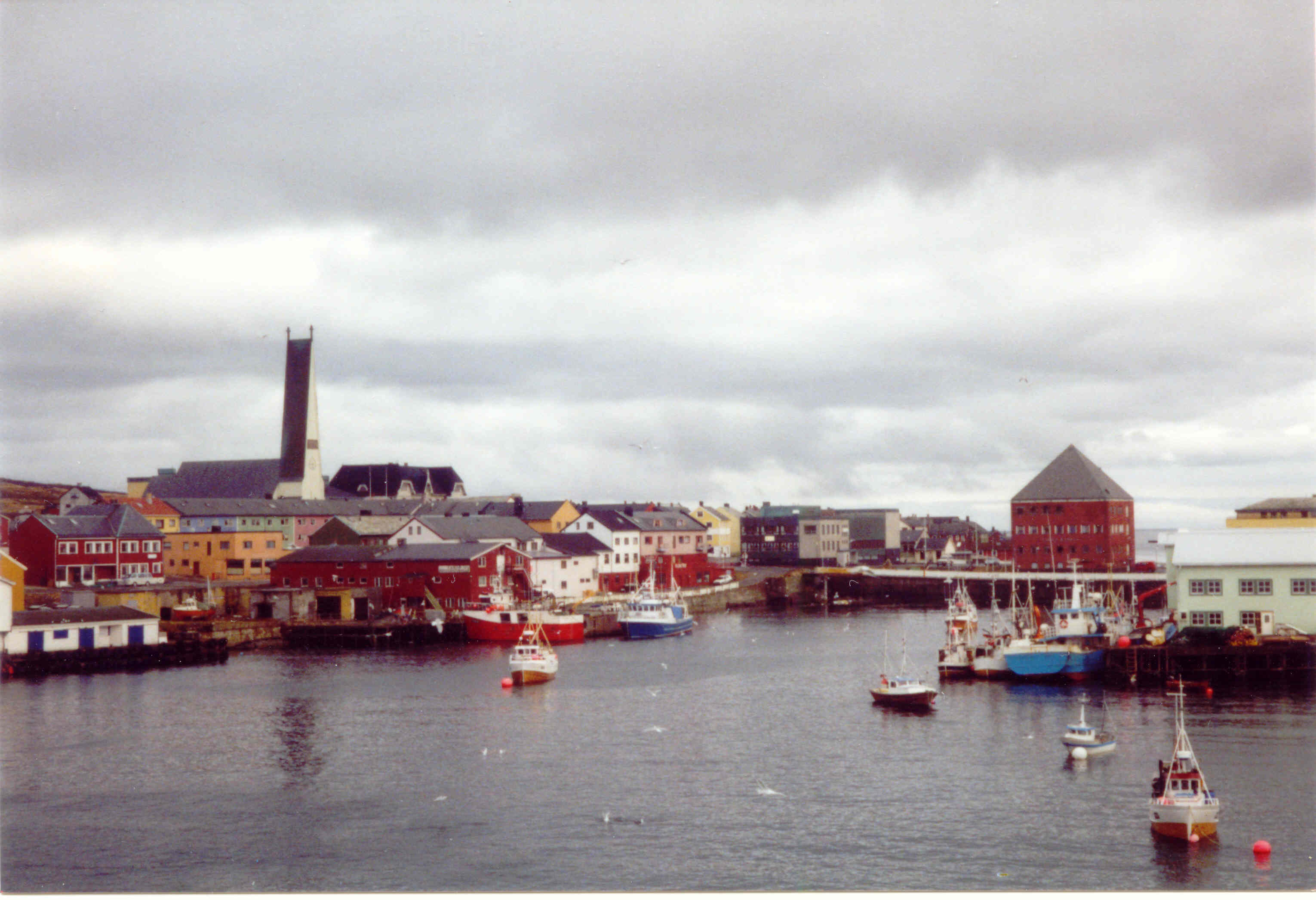
Vardø

- Die Vardøhus festning ist eine achteckige Festung, die die Finnmark vor russischen Angriffen schützen sollte. Sie wurde im 14. Jahrhundert angelegt und ist seitdem die nördlichste Festung der Welt. König Christian ließ sie zwischen 1734 und 1738 zu einer achteckigen Sternform umbauen.
- Das Vardømuseum erinnert unter anderem an die Hexenverbrennungen im 17. Jahrhundert, aber auch an die Polarexpeditionen Anfang des 20. Jahrhunderts und den Zweiten Weltkrieg.
- Die Kirche von Vardø aus dem Jahre 1958
- Das Pomormuseet, ein Museum, das an den Handel mit Pomoren im 19. Jahrhundert erinnert.
- Hexenmahnmal des Schweizer Architekten Peter Zumthor und der französisch-amerikanischen Bildhauerin Louise Bourgeois.
- Der Leuchtturm des Ortes hat mit einer Leuchtkraft von 2 Mio. Lichtstärken eine Reichweite von 28 sm.
- Hamningberg ist ein verlassenes Fischerdorf, etwa 40 km von Vardø entfernt. Die Häuser stammen noch aus der Zeit des Pomoren-Handels. Heute ist Hamningberg eine Feriensiedlung, die im Winter nur mit Schneescootern erreichbar ist, im Sommer mit dem Auto. Die Kapelle ist von 1949.

## Trivia
Vardø ist nicht nur die östlichste Stadt Norwegens. Es ist auch die östlichste Stadt mit Mitteleuropäischer Zeit.

## Persönlichkeiten
- Ada Egede-Nissen (1899–1981), Schauspielerin
- Øivind Bolstad (1905–1979), Schriftsteller
- Oddvar Berrefjord (1918–1999), Jurist, Polizist und Politiker
- Karl Eirik Schjøtt-Pedersen (* 1959), Politiker
- Irene Ojala (* 1960), Politikerin
- John Norum (* 1964), Gitarrist
- Stefan Johansen (* 1991), Fußballspieler